# رافاييل كورونيل
رافاييل كورونيل (بالإسبانية: Rafael Coronel)‏ هو رسام مكسيكي، ولد في 24 أكتوبر 1931 في زاكاتيكاس في المكسيك.